# Charles-Guy-François Agier

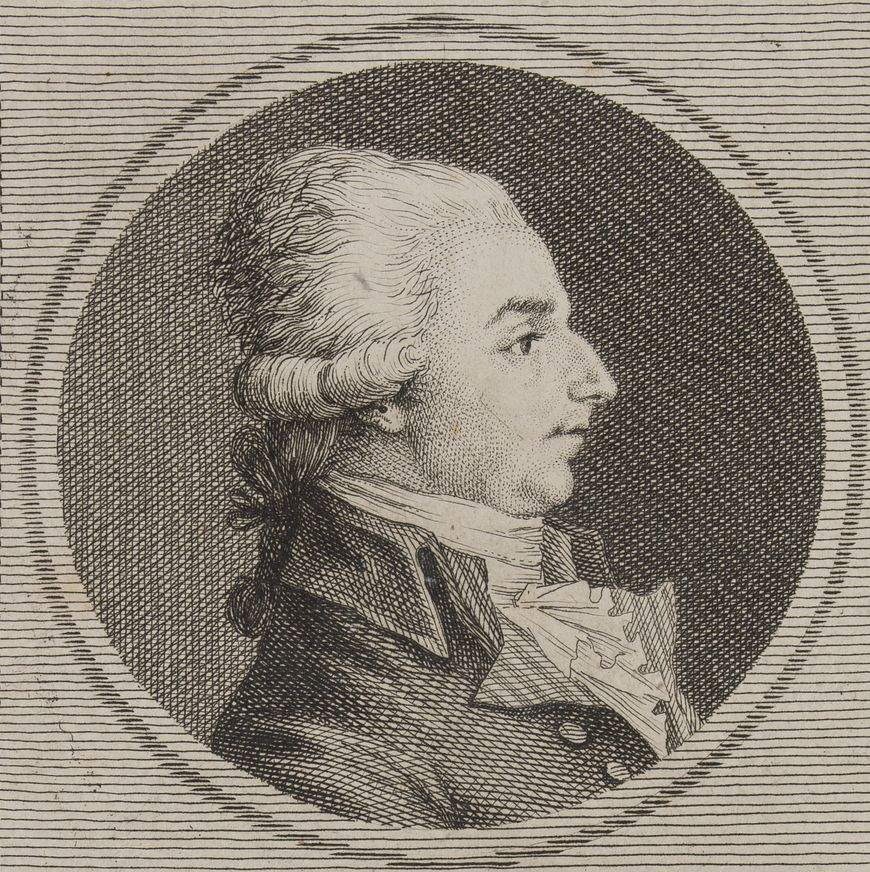
Charles-Guy-François Agier

Charles-Guy-François Agier (* 29. August 1753 in Saint-Maixent-l’École, Département Deux-Sèvres; † 30. Mai 1828 in Niort, Département Deux-Sèvres) war ein französischer Politiker und Jurist.

## Leben
Charles-Guy-François Agier entstammte einer Familie von Richtern, die in der Umgebung von Niort ansässig war. Sein Vater war Staatsanwalt in Saint-Maixent und einer seiner Cousins ersten Grades, Pierre-Jean Agier (1748–1823), Kammerpräsident am königlichen Gerichtshof in Paris. Charles-Guy-François Agier selbst schlug ebenfalls die juristische Laufbahn ein und wurde u. a. königlicher Staatsanwalt des Ratshauses von Saint-Maixent. In den von ihm ausgeübten Ämtern erwarb er sich große Wertschätzung und wurde daher als Kandidat seiner Mitbürger bei den Wahlen zu den Generalständen von 1789 aufgestellt. Er wurde in der Folge zum Deputierten des Dritten Standes für die Provinz Poitou in die Generalstände gewählt. Obwohl er krank war, ließ er sich im Juni 1789 zum Salle du Jeu de Paume in Versailles tragen, um mit den anderen Vertretern des Dritten Standes den Ballhausschwur zu leisten. Dieses Ereignis leitete die Französische Revolution ein.
Als Deputierter der Konstituante verteidigte Agier eifrig die Interessen der von ihm vertretenen Provinz. Obwohl er reformorientiert war, trat er für die Beibehaltung der Monarchie ein und verlangte nur die Abschaffung jener Einrichtungen, die den bürgerlichen Freiheiten entgegenstanden. Er stimmte im Dezember 1789 für die Änderung des Namens „Pfarrbezirk“ in „Gemeinde“ und 1790 für die Aufhebung der Mönchsorden. Nach der Rückkehr von Ludwig XVI. aus Varennes (21. Juni 1791) widersetzte sich Agier erfolgreich dem Vorschlag Robespierres, den König vor Gericht zu stellen. Sein öffentliches politisches Wirken endete mit der im September 1791 erfolgten Schließung der verfassungsgebenden Nationalversammlung.
Die nachfolgenden Ereignisse dämpften Agiers anfängliche Begeisterung für die Revolution. Er lehnte einen Sitz am Kassationsgericht ab und kehrte in den Poitou zurück, wo er sich bemühte, die revolutionäre Bewegung einzudämmen. Während der Terrorherrschaft wurde er inhaftiert, weil er entschieden die grausamen Maßnahmen der Revolutionäre im Poitou bekämpft hatte, erlangte aber nach dem Sturz Robespierres am 9. Thermidor (27. Juli 1794) seine Freiheit zurück.
Während der Regierung des Französischen Konsulats übernahm Agier 1800 das Amt des Kommissars beim Zivilgericht von Niort. Bald danach wurde er in der gleichen Funktion als kaiserlicher Staatsanwalt bezeichnet. Nach der Restauration der Bourbonen-Monarchie (1814) konnte er sein Amt behalten. 1827 wurde er mit dem Titel eines Ehrenpräsidenten des Zivilgerichts von Niort in den Ruhestand versetzt. Ein Jahr später starb er im Alter von 74 Jahren in Niort.